# オープン・ユア・ハート (マドンナの曲)
「オープン・ユア・ハート」(Open Your Heart)は、マドンナの楽曲。3枚目のスタジオ・アルバム『トゥルー・ブルー』から4枚目のシングル・カットとしてリリースされた。

## 概要
元々はマドンナのために書かれた曲ではなく、シンディ・ローパーに提供することを想定して書かれたが、シンディが聴くことはなく、テンプテーションズも候補に挙がったものの、モータウン・レコードとの契約のために頓挫していた。ライター達は当初「フォロー・ユア・ハート」という名前だったこの曲を含むいくつかのデモをマドンナのチームに渡した結果、この曲が選ばれ、マドンナによる様々な変更が加えられて今の形となった。
ストリップ劇場をモチーフとしたミュージック・ビデオの監督を務めたのはジャン・パブティスト・モンディーノ。モンディーノがマドンナのビデオ作品を手がけるのはこれが初であった。
2014年の第56回グラミー賞ではマックルモア&ライアン・ルイス、メアリー・ランバートのステージに特別出演し、彼らの楽曲「セイム・ラブ」とともに本曲を演奏した。

## 収録曲
日本盤 7" シングル
1. オープン・ユア・ハート
2. ホワイト・ヒート

## チャート
| チャート (1986–1987年)                      | 最高位 |
| ------------------------------------------- | ------ |
| オーストラリア (Kent Music Report)          | 16     |
| オーストリア (Ö3 Austria Top 40)            | 18     |
| ベルギー (Ultratop 50 Flanders)             | 6      |
| カナダ トップシングルス (RPM)               | 8      |
| デンマーク (IFPI)                           | 2      |
| ヨーロッパ (Music & Media)                  | 4      |
| ヨーロッパ エアプレイ Top50 (Music & Media) | 1      |
| フィンランド (Suomen virallinen lista)      | 19     |
| フランス (SNEP)                             | 24     |
| ドイツ (GfK Entertainment charts)           | 17     |
| アイスランド (RÚV)                          | 4      |
| アイルランド (IRMA)                         | 2      |
| イタリア (Musica e dischi)                  | 5      |
| オランダ (Dutch Top 40)                     | 7      |
| オランダ (Single Top 100)                   | 6      |
| ニュージーランド (Recorded Music NZ)        | 12     |
| スイス (Schweizer Hitparade)                | 11     |
| UK シングルス (OCC)                         | 4      |
| US Billboard Hot 100                        | 1      |
| US Adult Contemporary (Billboard)           | 12     |
| US Dance Club Songs (Billboard)             | 1      |
| US Cash Box Top 100 Singles                 | 1      |
| US Radio & Records CHR & Pop Charts         | 1      |

| チャート (1986年) | 順位 |
| ----------------- | ---- |
| イギリス (OCC)    | 91   |

| チャート (1987年)                          | 順位 |
| ------------------------------------------ | ---- |
| ベルギー (Ultratop 50 Flanders)            | 71   |
| カナダ (RPM)                               | 68   |
| ヨーロッパ (Music & Media)                 | 54   |
| 全米 Billboard Hot 100                     | 30   |
| 全米 ダンス・クラブ・ソングス (Billboard)  | 24   |
| 全米 キャッシュボックス Top 100 シングルス | 16   |